# الملا عبد الرؤوف
الملا عبد الرؤوف أليزا المعروف أيضًا باسم الملا عبد الرؤوف كاظم، قائد أفغاني اعتقل دون محاكمة في معتقل غوانتانامو من قبل الولايات المتحدة الأمريكية في كوبا حتى 20 ديسمبر 2007. وكان رقم الاعتقال التسلسلي الخاص به هو 108.
بعد إطلاق سراحه من غوانتانامو، عاد إلى أفغانستان للقتال إلى جانب طالبان، ليصبح قائدًا عسكريًا على مستوى المقاطعة. فيما بعد اختلف مع طالبان، وأعلن بيعته لتنظيم لدولة الإسلامية، وأصبح نائب لأمير ولاية خراسان. في 9 فبراير 2015 قُتِلَ بهجوم طائرة أمريكية بدون طيار في ولاية هلمند.